# 니시노 에미
니시노 에미 (니시노 에미, 1987년 3월 14일 - )는 일본의 키보디스트, 가수 , 스튜디오 뮤지션, 배우 . 도쿄도 출신.일본·도쿄도 출신, 국립음악대학 졸업.
키보디스트 가수 스튜디오 뮤지션 코러스, 편곡가, 배우 등으로 2014년부터 활동.

## 약력
2세부터 피아노를 시작했다. 국립음악대학 부속 유치원 입학과 동시에 본격적으로 클래식 음악의 공부를 시작했다. 일관된 학교에서 피아노를 중심으로 솔페지, 리듬, 성악 등 다양한 분야의 음악을 배웠다. 국립음악대학 키보드 전공을 졸업할 때까지 클래식 피아노를 전공했다. 중학교까지는 클래식 음악 이외를 들을 수 없는 환경에서 지냈지만, 고등학교 재학 중 팝스 밴드에 초대되어 보컬로 합류한 것을 계기로 다양한 장르의 음악에 친숙해졌다. 대학 졸업 후에는 획득한 교사 자격증을 가지고 교사로서 일을 시작하여 몇 년간 음악에서 멀어진 생활을 보냈다. 2011년 지진을 계기로 퇴사했고, 2014년 봄부터 본격적으로 스튜디오 뮤지션으로서 연주 활동을 시작했다. 라이브나 녹음에서 주로 키보드 연주를 하면서 코러스나 편곡가로도 활동했다. .
2022년 11월 29일부터 NHK 야간 드라마인 '만들고 싶은 여자와 먹고 싶은 여자' (NHK 종합)에서 카스가 츠즈코 역으로 배우 데뷔했다. 이 작품에서는 첫 연기와 첫 드라마 출연이었다.
같은 해 12월 15일 첫 솔로 싱글 「 暁 」을 디지털 전달 릴리스 .
2023년 7월 1일 이후 순차, MAKIADACHI 프로듀스 아래, 3곡 「 SOMEDAY 」 「 O 」 「 週末 」을 연속 릴리스 .
2024년 3월 16일에는 자체 기획한 "니시노 케이미 팬사이트 'Area 314' 개설 기념 / 첫 번째 생일 이벤트 '어? 저번에 태어난 거 같은데?'"를 개최하여 활동의 영역을 넓히고 있다.

## 출연

### TV드라마
| OA                   | 프로그램 이름                            | 역명                                                | 방송국         |
| -------------------- | ---------------------------------------- | --------------------------------------------------- | -------------- |
| 2022.11.29-12.14     | 만들고 싶은 여자와 먹고 싶은 여자        | 가스가 토요코 역                                    | NHK 総合       |
| 2024.1.29-2.29       | 만들고 싶은 여자와 먹고 싶은 여자 시즌 2 | 가스가 토요코 역                                    | NHK 総合       |
| 2024.3.17(2024.3.24) | 어느 날 시모키타자와에서                 | 극중 노래 「도쿄 서치 라이트」밴드 멤버 (키보드) 역 | TOKYO MX(BS11) |

## 디스코 그래피
|     | 출시일     | 제목    | 형태 |
| --- | ---------- | ------- | ---- |
| 1st | 2022.12.15 | 暁      | 배달 |
| 2nd | 2023.07.01 | SOMEDAY | 배달 |
| 3rd | 2023.08.01 | O       | 배달 |
| 4th | 2023.09.06 | 週末    | 배달 |

| 출시일     | 제목 | 형태 | 참여 아티스트                           |
| ---------- | ---- | ---- | --------------------------------------- |
| 2023.08.02 | 霹靂 | 배달 | ぷにぷに電機, 니시노 에스에 & ESME MORI |

| 西野恵未 公式ウェブサイト - 공식 웹사이트 | Blog |
| 西野恵未 公式ウェブサイト - 공식 웹사이트 | Podcast |
| 西野恵未 公式ウェブサイト - 공식 웹사이트 | Movies |
| 西野恵未 公式ウェブサイト - 공식 웹사이트 | Group Chat (Bitfan 앱을 App Store 또는 Google Play에서 다운로드 한 후 액세스) ※ 웹에서 액세스 불가 ※ Bitfan 가이드 그룹 채팅에 참가하려면 |
| 니시노 에미 - X                           | |
| 니시노 에미 - 인스타그램                  | |
| 西野恵未Official - X                      | |